# Tsumeb
Tsumeb (en Otjiherero: Okavisume) es una importante ciudad de la Región Oshikoto en el norte de Namibia. Fue capital de esta región hasta el 2008 cuando Omuthiya fue proclamada ciudad y nueva capital. Tsumeb tiene muchas sorprendentes atracciones a pocas horas de automóvil. Aparte de las atracciones locales, Tsumeb es considerada "La puerta de ingreso al norte" de Namibia. Es la ciudad más cercana al parque nacional Etosha, una de las más grandes reservas de vida salvaje en toda África.

## La ciudad y la vieja mina
Tsumeb significa "Lugar del musgo" (o en afrikáans: "Plek van Padda-Sluik"). Probablemente haya recibido ese nombre por la enorme colina natural verde de óxido de mineral de cobre que existía antes de su destrucción para minería. La ciudad fue fundada en 1905 por el gobierno colonial alemán y celebró sus 100 años de existencia en 2005.
Tsumeb es notable por la enorme tubería mineral que conduce a su fundación. El origen del tubo ha sido debatido con pasión por generaciones y cualquier comentario sobre este por un geólogo probablemente levantará la ira de algunos otros. El tubo penetra más o menos verticalmente por la caliza precámbrica Otavi al menos a 1300 m. Una posibilidad consiste en que el tubo era realmente un antiguo sistema de cuevas gigantesco y que la roca que lo llena es la arena que se filtró desde arriba. Si el tubo es volcánico, como unos han sugerido, entonces la roca que lo llena (el "pseudo-aplito") es peculiar en extremo. El tubo fue extraído en tiempos prehistóricos pero aquellos trabajadores antiguos apenas rasguñaron la superficie. La mayor parte de la mena fue quitada en el siglo XX por métodos de cortar-y-llenar. La mena era polimetálica obteniéndose cobre, plomo, plata, oro, arsénico y germanio. Había también una buena cantidad de zinc pero la recuperación de este metal fue siempre difícil por motivos técnicos. El tubo era famoso de su riqueza. Muchos millones de toneladas de mena de grado espectacular fueron removidos. Un buen porcentaje de la mena (llamado "mena de fusión directa") era tan rico que fue enviado directamente a la fundición situada cerca de la ciudad sin necesidad de ser tratado primero por la planta de enriquecimiento mineral. La mina de Tsumeb es también renombrada entre coleccionistas minerales, notable por 243 minerales válidos y por su tipo de ubicación de 56 especies minerales. Muchos minerales raros y únicos como feinglosite, leiteite y ludlockite son sólo encontrados aquí.
Tsumeb es y siempre ha sido principalmente una ciudad de minería. La mina fue al principio poseída por el OMEG (Otavi Minen und Eisenbahn Gesellschaft) y más tarde por TCL (Corporación de Tsumeb Limitada) antes de su cierre hace unos años, cuando la mena en la profundidad se inundó. Los pozos principales fueron inundados por el agua subterránea de más de un kilómetro de hondo y el agua fue recogida y bombeada a la capital Windoek. (La mayor parte de Namibia es desierto). La mina ha sido desde entonces abierta otra vez por un grupo de empresarios locales ("Ongopolo Minig"). Una buena cantidad de mena oxidada permanece para ser recuperada en los viejos niveles superiores de la mina. Parece muy dudoso si sonarán los niveles más profundos alguna otra vez el sonido del pico del minero.
Otro rasgo notable de la ciudad es la fundición metálica, también poseída por Ongopolo.
En los primeros días Tsumeb tuvo una reputación como una "ciudad fronteriza salvaje y borrosa". ¡Cumplió con su breve mala fama en los años 1970 cuándo un minero subastó a su esposa en la publicación local y la vendió al mejor postor!

## Lagos Sinkhole y el meteorito más grande el mundo
Cerca de la ciudad se encuentran dos lagos dolinas sinkhole grandes y famosos, el Lago Otjikoto y el Lago Guinas ('Gwee-nus'). El Guinas, de aproximadamente 500 m de diámetro, es algo más grande en tamaño que el Otjikoto. Una película documental pionera sobre buceo en estos lagos fue hecha por Graham Ferreira a principios de los años 1970. Las profundidades de los lagos son desconocidas, porque hacia el fondo ambos lagos desaparecen en sistemas de cuevas laterales, no siendo entonces posible usar un peso para sondearlos. El Otjikoto, que tiene una visibilidad pobre (debido a la contaminación por fertilizantes agrícolas usados cerca), es al menos 60 m de hondo. El agua del Guinas es tan clara como la ginebra y lo es a más de 100 m de profundidad. Los buzos que han realizado zambullidas en el Guinas a 80 m (en sentido estricto, más allá de la profundidad segura para el equipo de submarinismo se zambulle, sobre todo considerando la altitud del lago encima del nivel del mar) han relatado que había solamente agua polvorienta azul debajo de ellos. El Guinas existe desde hace tanto tiempo que una especie única del pescado, Tilapia guinasana, ha evolucionado en sus aguas.
Cuando en 1914 Sudáfrica invadió Namibia (entonces África del Sudoeste Alemana), las fuerzas alemanas que se retiraban finalmente lanzaron todo su armamento y provisiones en las profundas aguas del Otjikoto. Un poco del material ha sido recuperado para su exhibición en museos.
Uno de los lagos subterráneos más grandes y más profundos en el mundo está al este de Tsumeb, por una granja llamada Harasib. Para alcanzar el agua en la cueva uno tiene que hacer rapel u o bajar una escalera antigua, forjada a mano que cuelga libre de las paredes verticales de caliza de la cueva a más de 50 m . Aquí, también, los buceadores han descendido en las aguas claras tan profundamente como se han atrevido (80 m) y han informado que solamente han podido ver un profundo azul debajo de ellos desde una pared de caliza a la otra, hasta que nada más puede ser discernido en las profundidades color añil.
El meteorito más grande del mundo está en un campo a aproximadamente cuarenta minutos al este de Tsumeb, en Hoba west. Es un meteorito de níquel de aproximadamente 60 toneladas.

## Transporte
Tsumeb está unida a la red de ferrocarril nacional operada por TransNamib. Hay también rutas que conducen a Ondangwa, Oshikati, Grootfontein y a Otavi — que conduce a la capital de Windoek-. El ferrocarril ha sido ampliado de Tsumeb, tomando 2 años para cubrir aproximadamente 260 kilómetros y alcanzar finalmente Ondangwa. Hubo conversaciones de seguir el ferrocarril hasta Oshikango y de que Angola construyera un ferrocarril de su lado de la frontera y unir los dos países.

## Personajes
- Samuel E. Wright (actor; nominado a los Premios Oscar y Tony. Conocido por participar en La Sirenita)

## Ciudades hermanas
- Reino Unido, Chesterfield.